# Belvedere (arquitectura)
Belvedere és un terme arquitectònic pres de l'italià que significa "bella vista", i que es refereix a una estructura arquitectònica coberta i en general lateralment oberta, situada de manera que pugui tenir una bella vista panoràmica.

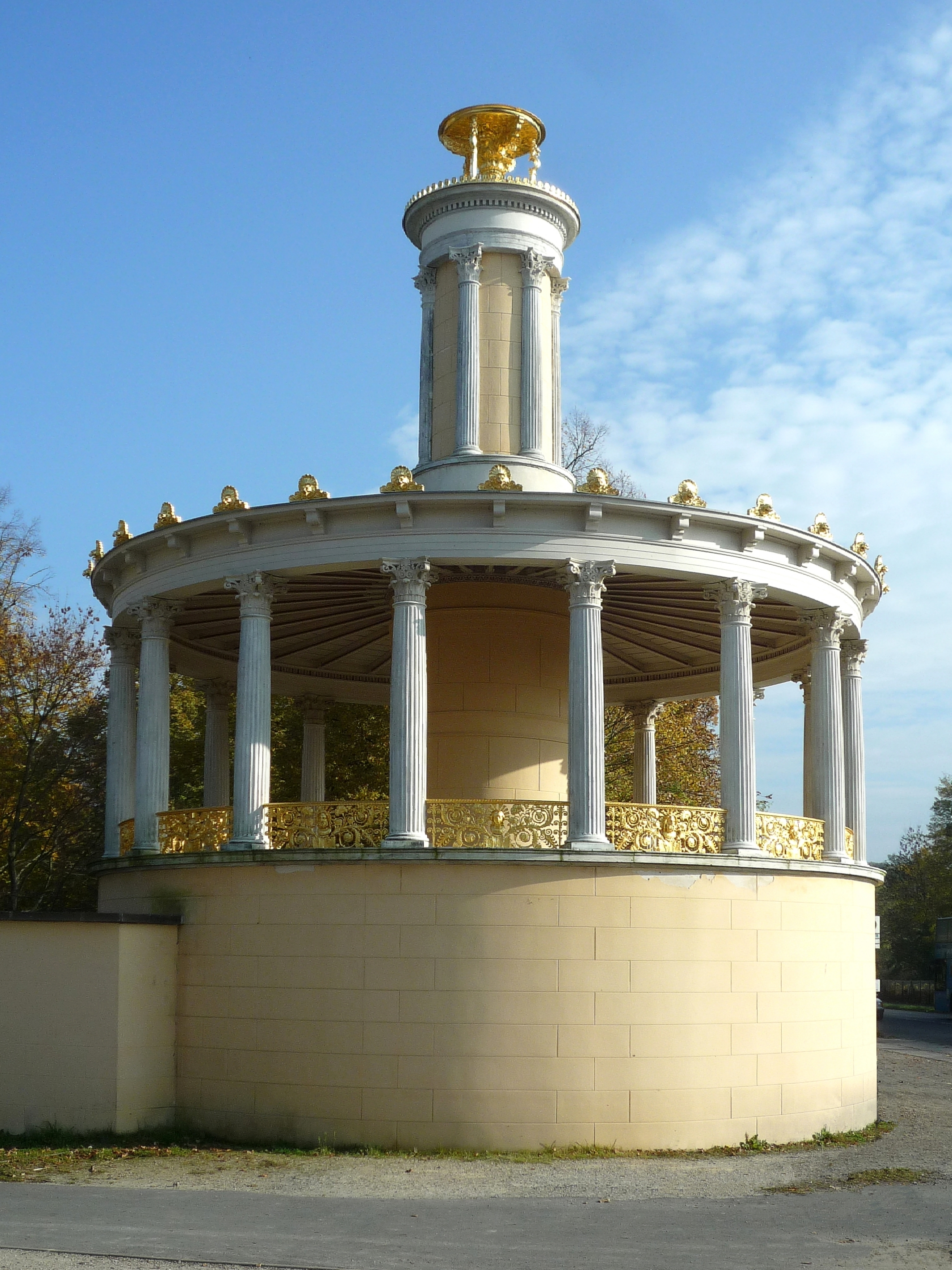
Belvedere La gran curiositat al parc de Klein Glienicke a Berlín

Un belvedere pot construir-se en la part superior d'un edifici de manera que s'aconsegueixi la bellesa visual buscada o com edifici independent, per exemple a un pujol natural o artificial a un jardí o parc. L'estructura en si del belvedere pot adoptar qualsevol forma, pot ser una torreta, una habitació amb sostre voltat o una galeria oberta, una llotja.
És diferent d'un balcó, que és una estructura més petita i voladissa, de la llotja que es troba en moltes masies o edificis nobles o d'una antana (mot italià) que significa l'espai a cel obert damunt una estructura portadora coberta o damunt un pòrtic, sovint sobre l'entrada d'edificis nobles. Això no vol pas dir que no es pot tenir una bella vista des d'aquestes estructures, però l'ús del mot belvedere depèn també de les dimensions més llargues, de la intenció de l'arquitecte i de la moda.

## Uns belvederes destacats

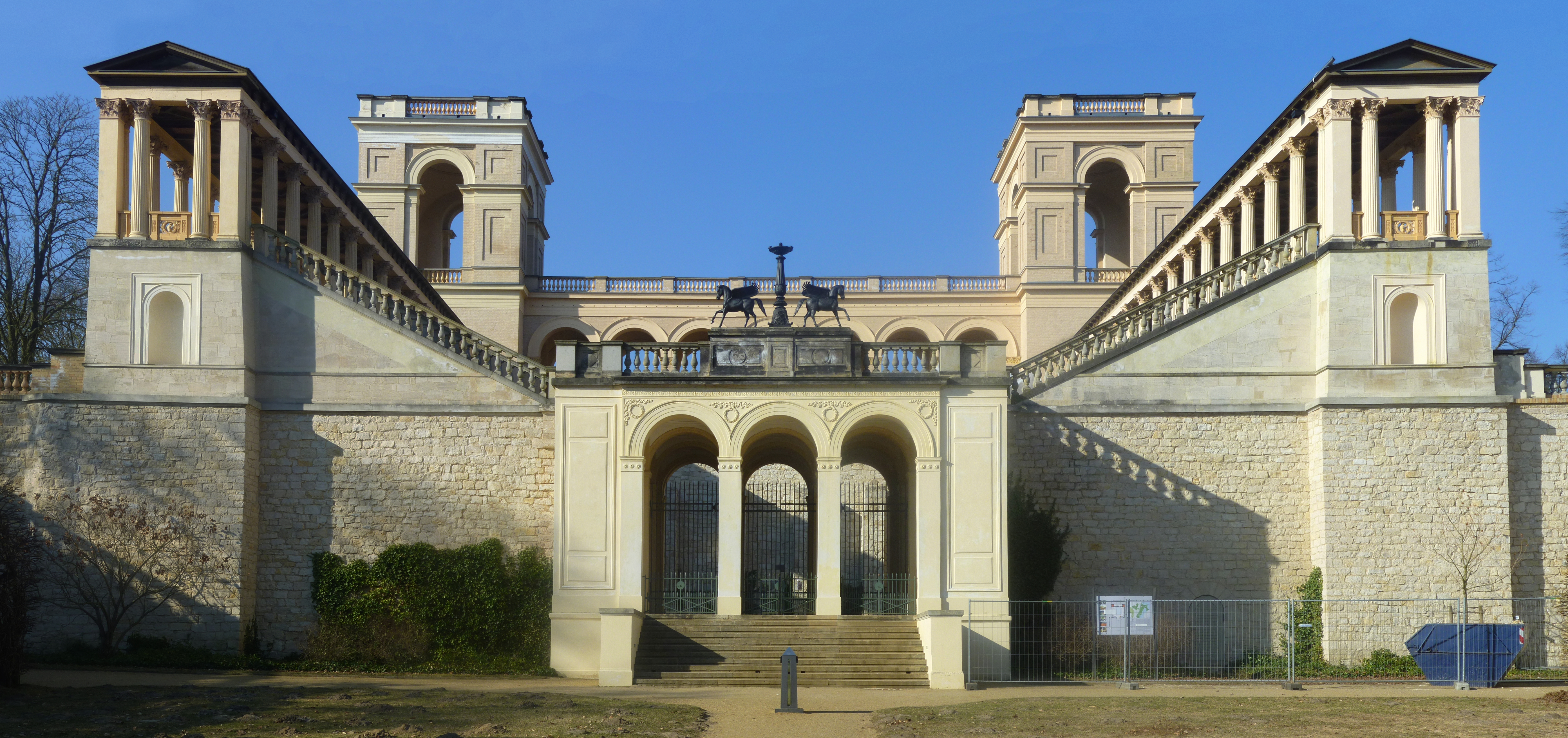
Belvedere a Potsdam

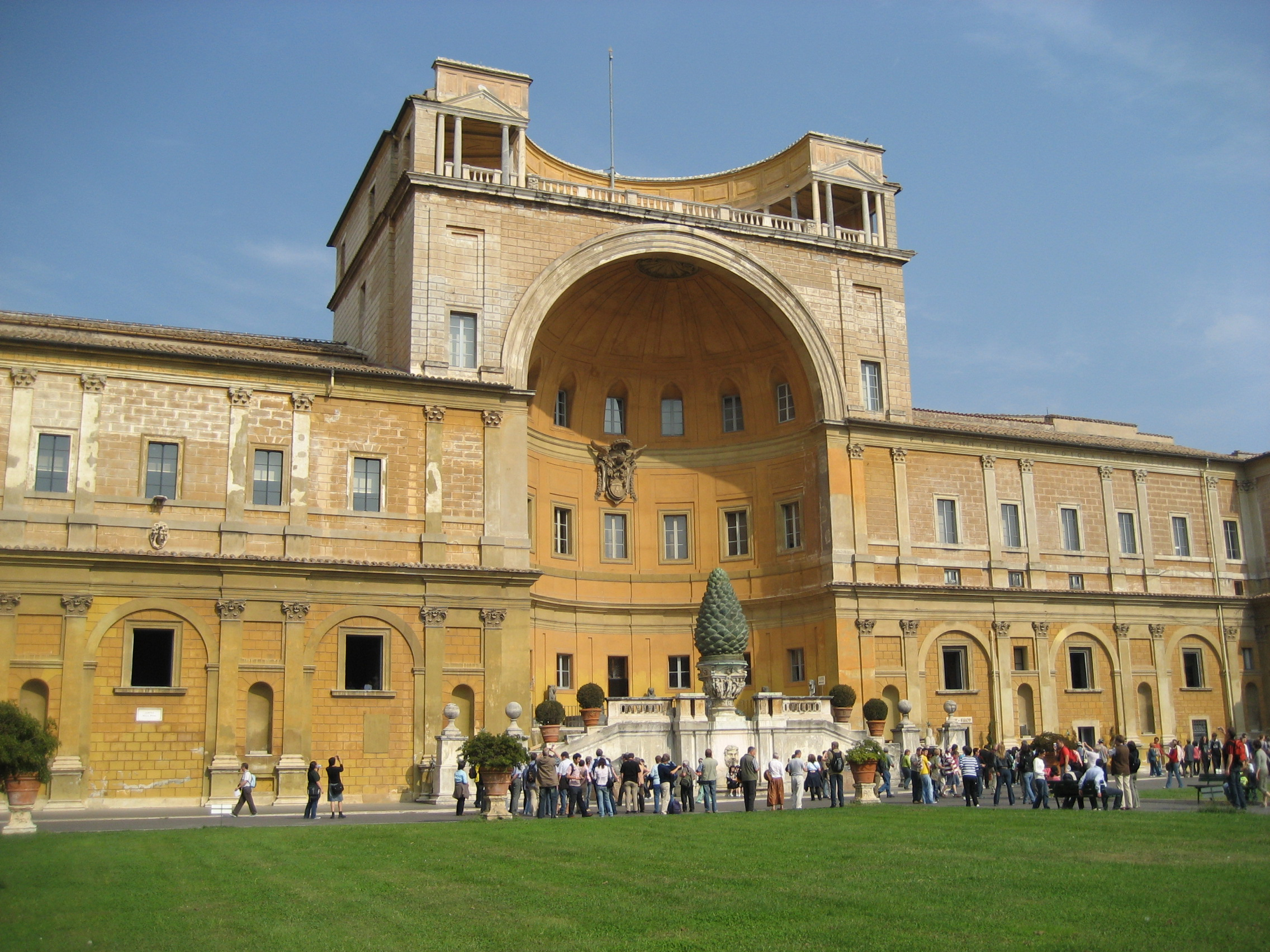
Belvedere al Vaticà

- En un turó sobre el Palau Apostòlic, Antonio Pollaiuolo va construir un petit casino anomenat la Palazzetta o el Belvedere per al Papa Innocenci VIII. Alguns anys més tard, Donato Bramante va unir el Vaticà amb el Belvedere, a petició del papa Juli II en crear el Cortile del Belvedere ("Pati del Belvedere"), al qual es va posar l'Apol·lo del Belvedere, entre altres famoses escultures antigues. D'aquesta manera va començar la moda del segle xvi pel "belvedere."[4]
- El Palau Belvedere (Viena),, antica residència d'estiu d'Eugeni de Savoia, avui museu
- Castell Belvedere, residència del rei Albert II a Laken (Bèlgica)
- Belvedere Saint Christophe Cergy-Pontoise: un conjunt de negocis i de pisos socials dissenyat per Ricard Bofill (1986)
- Belvedere Castle la Central Park, Nova York